# Чиж Іван Сергійович
Іва́н Сергі́йович Чиж  (1 травня 1952, Пишки, Хмельницька область) — український політик. Голова Ради партії «Всеукраїнське об'єднання лівих „Справедливість“» (квітень 2000 — липень 2008). Почесний голова партії «Об'єднані ліві і селяни» (з грудня 2011).

## Життєпис
Народився 01 травня 1952 року у селі Пишки, Старосинявського району, Хмельницької області. Українець.

### Освіта та кар'єра
Київський університет імені Тараса Шевченка, факультет журналістики, журналіст; юридичний факультет, правознавець; Російська академія управління; фахівець в галузі державного управління.
- З 1969 року — механізатор колгоспу.
- 1970–1972 рр. — служба в армії.
- Працював секретарем виконкому Цимбалівської сільради Старосинявського району.
- З 1975 року — працював у редакціях старосинявської районної газети «Колос» і хмельницької обласної газети «Радянське Поділля».
- 1985–1994 рр. — інструктор, завідувач відділу зв'язків з радами, політичними і громадськими організаціями Хмельницького обкому КПУ; завідувач відділу розвитку соціально-культурної сфери Хмельницького облвиконкому; завідувач відділу розвитку соціально-культурної сфери Хмельницької облдержадміністрації.
- 12 лютого 2003 року по 12 вересня 2006 року — Голова Державного комітету телебачення і радіомовлення України.

Народний депутат України 2-го скликання квітень 1994 року (2-й тур) до квітня 1998 року Летичівський виборчий округ № 414, Хмельницька область, висунутий виборцями. Заступник голови Комітету з питань соціальної політики та праці.
Народний депутат України 3-го скликання березень 1998 року по квітень 2002 року виборчий округ № 190, Хмельницька область. Голова Комітету з питань свободи слова та інформації (07.1998-02.2000).
Під час виборів до парламенту 2002 року був кандидатом в народні депутати України, виборчий округ № 190, Хмельницька область, висунутий Партією "Всеукраїнське об'єднання лівих «Справедливість». Набравши 13,83 % голосів виборців, посів третє місце серед 11 претендентів.
Під час виборів до парламенту 2006 року був кандидатом в народні депутати України від Народного блоку Литвина, № 20 в списку. До Верховної Ради Народний блок Литвина не потрапив, набравши 2,44 % із необхідних 3-х відсотків.
Дійсний член Міжнародної слов'янської академії наук.
Член Національної спілки журналістів України.
Секретар Політради Соціалістичної партія України, жовтень 1994 року по листопад 1999 року.
Відіграв помітну роль у створенні й прийнятті Конституції України, автор понад 20 поправок до проекту Конституції, які увійшли до її основного тексту. Ініціював розроблення і прийняття Верховною Радою низки важливих законів, інших документів. Як заступник голови Комітету з питань соціальної політики та праці став автором і співавтором понад 25 законів соціального спрямування.
Тричі обирався головою підкомітету з проблем демографії Комітету Парламентської асамблеї Ради Європи з питань міграції, біженців та демографії.
Засновник і голова Благодійного фонду «Справедливість» імені Устима Кармалюка.
Автор книги «Україна в Раді Європи» (2001).[джерело?]
Автор (співавтор) численних Законів України «Про оплату праці», «Про відпустки», «Про межу малозабеченості», «Про захист суспільної моралі» та інших.

## Особисте життя
Захоплення — література.

### Родина
Одружений. Разом з дружиною Валентиною Володимирівною виховував двох доньок.
- Батько — Сергій Касянович (1907—1997),
- мати — Єлизавета Юхимівна (1908—1972),
- дружина — Валентина Володимирівна (1952) — товарознавець,
- дочка — Алла (1973),
- дочка — Інна (1979).

### Нагороди
Орден «За заслуги» III (08.1998), II ст. (06.2004). Почесна грамота Верховної Ради України. Заслужений журналіст України (з квітня 2002). Два ордени Святого рівноапостольного князя Володимира.